# Scraptia arcuaticeps
Scraptia arcuaticeps es una especie de coleóptero de la familia Scraptiidae.

## Distribución geográfica
Habita en Camerún.